# North Little Rock
North Little Rock ist eine Stadt im Pulaski County im US-Bundesstaat Arkansas in den Vereinigten Staaten, mit 62.304 Einwohnern (Stand: 2010). Das Stadtgebiet hat eine Größe von 121,6 km².

## Sport
Trotz der eher geringen Größe der Stadt sind in North Little Rock das professionelle Baseballteam Arkansas Travelers und das Profi-Arena-Football-Team Arkansas Twisters beheimatet. Des Weiteren spielte von 1999 bis 2003 das Eishockeyfranchise der Arkansas RiverBlades aus der East Coast Hockey League in der Stadt.

## Söhne und Töchter
- Joey Lauren Adams (* 1968), Schauspielerin
- A. J. Burnett (* 1977), Baseballspieler
- Jay Russell (* 1960), Filmregisseur, Drehbuchautor und Filmproduzent
- Jason White (* 1973), Live-Band-Mitglied der Gruppe Green Day